# Australische Cricket-Nationalmannschaft in den West Indies in der Saison 1998/99
Die Tour der australischen Cricket-Nationalmannschaft in die West Indies in der Saison 1998/99 fand vom 5. März bis zum 25. April 1999 statt. Die internationale Cricket-Tour war Bestandteil der Internationalen Cricket-Saison 1998/99 und umfasste vier Tests und sieben ODIs. Die Test-Serie endete 2–2 unentschieden, die ODI-Serie 3–3 unentschieden.

## Vorgeschichte
Die West Indies bestritten zuvor eine Tour in Südafrika, Australien ein Turnier in Australien.
Das letzte Aufeinandertreffen der beiden Mannschaften fand in der Saison 1996/97 in Australien statt.

## Stadien
Die folgenden Stadien wurden für die Tour als Austragungsort vorgesehen.
| Stadt         | Land                           | Stadion                  | Kapazität | Spiele               |
| ------------- | ------------------------------ | ------------------------ | --------- | -------------------- |
| Bridgetown    | Barbados                       | Kensington Oval          | 11.000    | 3. Test; 6. & 7. ODI |
| Georgetown    | Guyana                         | Bourda Cricket Ground    | 25.000    | 5. ODI               |
| Kingston      | Jamaika                        | Sabina Park              | 20.000    | 2. Test              |
| Kingstown     | St. Vincent und die Grenadinen | Arnos Vale Stadium       | 18.000    | 4. Test; 1. ODI      |
| Port of Spain | Trinidad und Tobago            | Queen’s Park Oval        | 25.000    | 1. Test; 3. & 4. ODI |
| St. George’s  | Grenada                        | Grenada National Stadium | 20.000    | 2. ODI               |

## Kaderlisten
Die folgenden Kader wurden von den Mannschaften benannt.
| Test | Test | ODI | ODI |
| West Indies | Australien | West Indies | Australien |
| --- | --- | --- | --- |
| - Jimmy Adams - Curtly Ambrose - Sherwin Campbell - Pedro Collins - Corey Collymore - Mervyn Dillon - Adrian Griffith - Roland Holder - Carl Hooper - Ridley Jacobs - Dave Joseph - Brian Lara - Nehemiah Perry - Suruj Ragoonath - Lincoln Roberts - Courtney Walsh | - Greg Blewett - Adam Dale - Matthew Elliott - Jason Gillespie - Ian Healy - Justin Langer - Stuart MacGill - Glenn McGrath - Colin Miller - Ricky Ponting - Michael Slater - Shane Warne - Mark Waugh - Steve Waugh | - Jimmy Adams - Curtly Ambrose - Keith Arthurton - Hendy Bryan - Sherwin Campbell - Shivnarine Chanderpaul - Mervyn Dillon - Carl Hooper - Ridley Jacobs - Reon King - Brian Lara - Nehemiah Perry - Phil Simmons - Courtney Walsh - Stuart Williams | - Michael Bevan - Damien Fleming - Adam Gilchrist - Darren Lehmann - Damien Julian - Shane Lee - Glenn McGrath - Tom Moody - Ricky Ponting - Paul Reiffel - Shane Warne - Mark Waugh - Steve Waugh |

## Tests

### Erster Test in Port of Spain
| 5. – 8. März Scorecard | Port of Spain | Australien 269 (121.3) & 261 (86.2) | – | West Indies 167 (57) & 51 (19.1) |
|                        |               | Australien gewinnt mit 312 Runs     |   |                                  |

### Zweiter Test in Kingston
| 13. – 16. März Scorecard | Kingston | Australien 256 (71.3) & 177 (66)   | – | West Indies 431 (132.2) & 3-0 (0.3) |
|                          |          | West Indies gewinnt mit 10 Wickets |   |                                     |

### Dritter Test in Bridgetown
| 26. – 30. März Scorecard | Bridgetown | Australien 490 (153.4) & 146 (50.1) | – | West Indies 329 (103.5) & 311-9 (120.1) |
|                          |            | West Indies gewinnt mit 1 Wicket    |   |                                         |

### Vierter Test in Kingstown
| 3. – 7. April Scorecard | Kingstown | Australien 303 (111.5) & 306 (121.4) | – | West Indies 222 (76.2) & 211 (102.5) |
|                         |           | Australien gewinnt mit 176 Runs      |   |                                      |

## One-Day Internationals

### Erstes ODI in Kingstown
| 11. April Scorecard | Kingstown | West Indies 209 (48.1)          | – | Australien 165 (41.5/47) |
|                     |           | West Indies gewinnt mit 44 Runs |   |                          |

### Zweites ODI in St. George’s
| 14. April Scorecard | St. George’s | Australien 288-4 (50)          | – | West Indies 242 (47.3) |
|                     |              | Australien gewinnt mit 46 Runs |   |                        |

### Drittes ODI in Port of Spain
| 17. April Scorecard | Port of Spain | Australien 242-7 (50)             | – | West Indies 244-5 (49) |
|                     |               | West Indies gewinnt mit 5 Wickets |   |                        |

### Viertes ODI in Port of Spain
| 18. April Scorecard | Port of Spain | Australien 189-9 (50)          | – | West Indies 169 (46.2) |
|                     |               | Australien gewinnt mit 20 Runs |   |                        |

### Fünftes ODI in Georgetown
| 21. April Scorecard | Georgetown | West Indies 173-5 (30/30) | – | Australien 173-7 (30/30) |
|                     |            | Unentschieden             |   |                          |

### Sechstes ODI in Bridgetown
| 24. April Scorecard | Bridgetown | West Indies 249-8 (50)           | – | Australien 253-6 (48.3) |
|                     |            | Australien gewinnt mit 4 Wickets |   |                         |

### Siebtes ODI in Bridgetown
| 25. April Scorecard | Bridgetown | Australien 252-9 (50)             | – | West Indies 197-2 (37/40) |
|                     |            | West Indies gewinnt mit 8 Wickets |   |                           |